# Château de Ponferrada
Le château de Ponferrada est une forteresse qui surplombe la ville de Ponferrada, située dans la province de León au nord-ouest de l'Espagne. Elle a été construite par les Templiers sur une colline située à l'endroit où le Boeza rejoint le Sil.

## Histoire
Bien que des preuves irréfutables manquent, on suppose que l'origine du château remonte à un castro primitif celte, notamment en raison de sa situation qui est comparable à celle des autres castros du Bierzo, dans la partie occidentale du León.
Dès 1178, les templiers s'installent le long du chemin de Saint-Jacques-de-Compostelle sur concession des rois du León, et la forteresse de Ponferrada est l'une de leurs principales implantations. Elle participe aux actions militaires et de colonisation de l'ordre du Temple lors de la Reconquista. À la suppression de l'Ordre, en 1312, le château passe sous la propriété de la Couronne de León et Castille. Tout au long des années suivantes, le château est cédé à plusieurs reprises à des familles nobles comme les Osorio ou les Castro, et récupéré en d'autres occasions par la Couronne lorsque la fortune se montre défavorable à la famille propriétaire.
Durant les XVIIe et XVIIIe siècles, le château est géré par un corrégidor (fonctionnaire représentant le roi dans les municipalités) au nom de la Couronne. Les murs du château primitif sont détruits à la fin de la guerre d'indépendance (1808-1814), sur ordre de la Régence.
À partir de 1850, commence une période de fort déclin pour le château : la mairie vend les murs, loue l'intérieur comme zone de pâture et y autorise même l'installation d'un terrain de football. Finalement, en 1924, le château est inscrit comme monument national, ce qui permet de freiner sa détérioration.

## Architecture

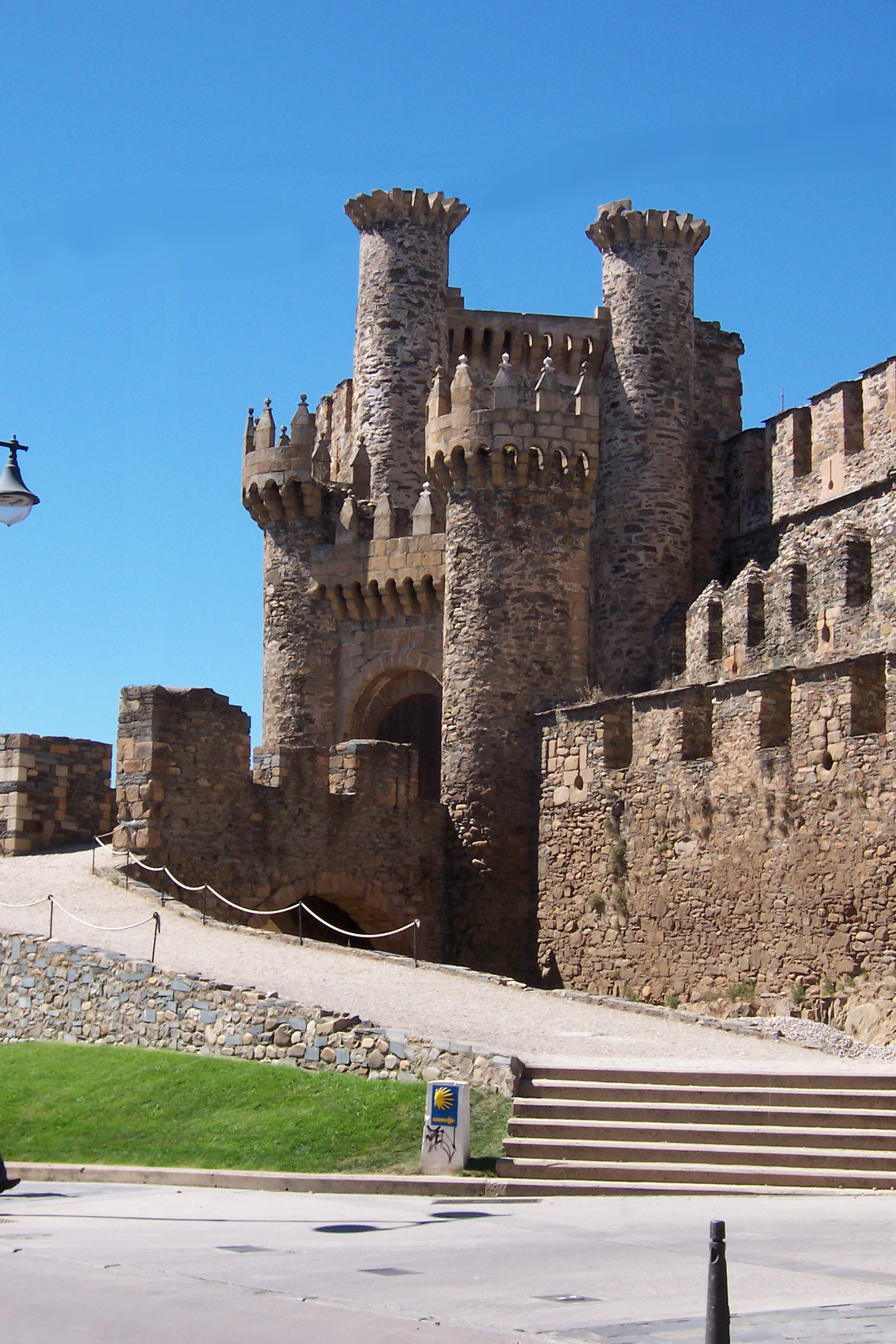
Entrée du château de Ponferrada

À la suite d'importantes modifications, le château de Ponferrada aujourd'hui n'a plus rien de templier. 
L'enceinte du château a la forme d'un polygone irrégulier. On y distingue deux parties différentes : la partie nord, qui remonte au XIIe siècle, et le reste, qui a été construit principalement durant le XVe siècle mais dont certains ouvrages datent des XIXe et XXe siècles. En des temps anciens, le château était entouré de douves, à l'exception du côté nord-ouest, où la rivière remplissait cette fonction.
À l'intérieur de l'enceinte, s'élève un ensemble de fortifications datant du XIIe siècle et d'origines templières : les restes d'une barbacane à l'entrée d'une cour fermée par la tour elliptique, une partie du chemin de ronde, une tour de trois étages, la tour du Malvecino ainsi qu'une autre tour caractérisée par une porte en arc brisé, de grande valeur artistique.
La façade nord-est comporte un parapet courant qui se termine à la tour du Monclín dont la base forme un hexagone irrégulier. Au-dessous, un souterrain reliait le château à une citerne située dans une tour de guet.
La porte principale, en maçonnerie, se composait de deux grandes tours flanquées d'un arc de grande amplitude. Derrière cet arc se dressaient des portes donnant accès à la cour dans laquelle, à gauche, se trouvait le donjon, à partir duquel on accédait à la place d'armes.
Avant d'entrer dans la cour, se dresse une enceinte défensive qui conduit à la tour du chevrier, située au sud et communiquant avec la première ligne défensive du côté est. En son centre s'élève une tour semi-circulaire, où étaient situés les magasins et qui faisait le lien avec la deuxième ligne défensive. Le chemin de ronde continue jusqu'au nord, traversant une autre tour carrée, avant d'accéder à la tour du Malvecino.
Autour de la place d'armes, se trouvent de nouvelles dépendances adossées à une autre ligne défensive, comme la galerie dite « des carreaux de faïence », détruites pour la construction d'un terrain sportif.

## État de conservation
Dernièrement, plusieurs organismes publics ont fait d'importants efforts  pour restaurer le château de Ponferrada, afin de lui rendre, autant que possible, son aspect imposant et le transformer en un attrait touristique.

### Sources et bibliographie
- Joan Fuguet Sans, « Ponferrada », dans Nicole Bériou (dir. et rédacteur), Philippe Josserand (dir.) et al. (préf. Anthony Luttrel & Alain Demurger), Prier et combattre : Dictionnaire européen des ordres militaires au Moyen Âge, Fayard, 2009, 1029 p. (ISBN 978-2-2136-2720-5, présentation en ligne)
- (de) « Encyclopédie des templiers, Lexique P, paragraphe "Ponferrada" », Université de Hambourg (consulté le 22 juillet 2013)